# VON
VON ist eine Black-Metal-Band aus San Francisco, Kalifornien.

## Bandgeschichte
VON wurde 1989 gegründet. Anders als die Thrash-Metal-Bands der San Francisco Bay Area und den zu der Zeit in der Szene vorherrschenden technisch anspruchsvollen Death-Metal-Bands setzte die Band auf kurze, minimalistische Lieder und wird deshalb als Pionier dieser Musikrichtung mit Einfluss auf die Szene angesehen.
Die Band gab 1991 ein paar Konzerte, nahm im selben Jahr ihr Satanic-Blood-Demo auf und löste sich 1992 kurz nach der Veröffentlichung auf. Der damals entstehenden Szene in Norwegen war die Band bekannt; Varg Vikernes hatte Kassetten der Band bestellt, um sie zu verbreiten; die Band legte ihm ein auf 100 Exemplare limitiertes T-Shirt bei, welches er auch während eines Gerichts-Prozesses trug. Auch heute beschränkt sich ihre Bekanntheit auf den Black-Metal-Underground, in dem sie allerdings Kultstatus erlangte. 1992 bestand kurzzeitig ein Seitenprojekt namens Sixx, das ein Demo namens Sister Devil aufnahm, damals aber nicht veröffentlichte. 1993 veröffentlichte Goat ein Poesie-Magazin namens Septic. Kill spielt bei Abscess, wirkt in der GG-Allin-Cover-Band Eatmyfuk mit und hat ein symphonisches Projekt namens V.W.G. angekündigt, für das er Ihsahn von Emperor, Fenriz von Darkthrone und Varg Vikernes gewinnen wolle.
2003 wurde das Demo zusammen mit dem unveröffentlichten Blood-Angel-Demo und Live-Aufnahmen von 1991 von Nuclear War Now! Productions wiederveröffentlicht. 2009 erschien dort Sister Devil auf Vinyl.
2010 wurde die Band von Goat und Venien wiedervereinigt, Blood und J. Giblet G. kamen für Snake und Kill. Venien gründete das Seitenprojekt Von Venien, Goat und J. Giblet G. außerdem Von Goat.

## Musikstil
VONs Lieder sind kurz, minimalistisch und repetitiv. Der Stil der Band wird vom Label Nuclear War Now! Productions als „simpel, aber effektiv“ bezeichnet. Die LP Sister Devil des Projekts Sixx ist dem Gothic Rock beziehungsweise Death-Rock zuzuordnen, wobei das Schlagzeugspiel und die gesprochenen Passagen zu Beginn der Lieder für diese Genres ungewöhnlich sind und die Musik weniger hart ist als bei üblichen Death-Rock-Gruppen. Das Label sieht allerdings die Grundlagen und die Wirkung der Musik beider Gruppen als vergleichbar an.

## Name
Oftmals taucht das Gerücht auf, VON stehe für „Victory Orgasm Nazi“; dies ist auf einen Artikel der Musikzeitschrift Kerrang! zurückzuführen, dem zufolge Varg Vikernes dies in einem Interview behauptet haben soll. Er jedoch äußerte später, er sei missverstanden worden und habe, als er gebeten worden sei, den Namen zu buchstabieren, „V as in Victory, O as in Orgasm and N as in Nazi“ entgegnet. Als Kill, der Bassist der Band, darauf angesprochen wurde, entgegnete er: „VON stands for nothing but images of darkness and blood“ („VON steht für nichts außer Bilder von Finsternis und Blut“).

## Coverversionen
VONs Satanic Blood wurde 1996 auf Dark Funerals Debütalbum The Secrets of the Black Arts und 2001 auf Kriegs EP Kill Yourself or Someone You Love gecovert. Der Name der schwedischen Band Watain ist auf den gleichnamigen VON-Titel zurückzuführen und kann, so die Band, „somit als Tribut an den wahren Black/Death Metal und die Ideologien/Visionen, auf denen er ursprünglich basiert, gesehen werden“. 2005 erschien die norwegische Tribut-Kompilation A Norwegian HAIL to VON.

## Diskografie
- 1992: Satanic Blood (Demo)
- 2003: Satanic Blood Angel (enthält das Satanic-Blood- sowie das unveröffentlichte Blood-Angel-Demo und Live-Aufnahmen von 1991)
- 2010: Satanic Blood (EP)
- 2010: Satanic Blood Ritual (DVD)
- 2012: Satanic Blood 2012 (Single)
- 2012: Satanic Blood (LP)